# Premier League Malti 1965-1966
La Premier League maltese 1965-1966 è stata la 51ª edizione della massima divisione del campionato maltese di calcio.
La stagione, giocatasi interamente sul campo situato a Manoel Island, è iniziata il 16 ottobre 1965 e si è conclusa il 23 febbraio 1966.
Il campionato era formato da sei squadre e lo Sliema Wanderers vinse il titolo per la terza volta consecutiva.

## Classifica finale
| Pos. | Squadra              | G  | V | N | P | GF | GS | Punti |
| ---- | -------------------- | -- | - | - | - | -- | -- | ----- |
| 1    | Sliema Wanderers     | 10 | 7 | 3 | 0 | 24 | 7  | 17    |
| 2    | Floriana             | 10 | 5 | 1 | 4 | 16 | 11 | 11    |
| 3    | Hibernians F.C.      | 10 | 2 | 6 | 2 | 10 | 8  | 10    |
| 4    | Valletta F.C.        | 10 | 2 | 5 | 3 | 11 | 13 | 8     |
| 5    | Ħamrun Spartans F.C. | 10 | 2 | 4 | 4 | 6  | 14 | 8     |
| 6    | Birkirkara F.C.      | 10 | 0 | 5 | 5 | 8  | 22 | 5     |